# Szihat Hama
Szihat Hama (arab. شيحة حماه) – miejscowość w Syrii, w muhafazie Hama. W 2004 roku liczyła 3985 mieszkańców.